# Nadine Ghazi
Nadine Ghazi (* 24. November 2001 in Ägypten; arabisch نادين غازي, DMG Nādīn Ġāzī) ist eine ägyptische Fußballspielerin. Sie spielt derzeit für die ägyptische Mannschaft Pyramids FC und in der ersten Frauen-Nationalmannschaft auf der Position der Stürmerin und Flügelspielerin (Außenposition).

## Leben
Nadine Ghazi wurde im Alter von 12 Jahren in die AIMZ Girls Football Academy in New Cairo aufgenommen. Kurze Zeit später folgte die Aufnahme mit nur 14 Jahren in die U17-Nationalmannschaft. Die junge Spielerin erzielte beim U21-Turnier der Nordafrikanischen Fußballunion (UNAF) ein Tor gegen Tansania und zwei gegen Marokko.
Sie nahm an den Qualifikationsspielen für den Afrika-Cup 2016 teil und spielte kurz darauf gegen die Elfenbeinküste.
Im Jahr 2020 wurde Nadine Ghazi Torschützenkönigin der ägyptischen Meisterschaft.
Schließlich wechselte sie 2021 zum El Gouna Club in die ägyptische Liga.

## Referenzen
1. ↑  Marwan Ahmed: INTRO: Aimz women's football academy. In: KingFut. 9. Mai 2015, abgerufen am 10. August 2023 (britisches Englisch).
2. ↑  Patientenstory: “Beim Fußballspielen entfliehe ich der Welt”. Interview mit Nadine Ghazi auf der Website des Internationalen Zentrums für Orthopädie, ATOS Klinik Heidelberg.
3. ↑  M.-A. D: UNAF U21 F. : L'Algérie et le Maroc se neutralisent. 27. Dezember 2019, abgerufen am 10. August 2023 (französisch).
4. ↑  Seif Soliman: Egypt win home to Ivory Coast in 2016 women's AFCON qualifiers. In: KingFut. 7. April 2016, abgerufen am 10. August 2023 (britisches Englisch).
5. ↑  Yabiladi.com: Football : L’équipe marocaine féminine U20 prend de l’avance sur l’Egypte. Abgerufen am 10. August 2023 (französisch).
6. ↑  Soka25east.com: State pays attention to Women's football in Egypt. In: Soka25east. 4. Dezember 2020, abgerufen am 10. August 2023 (amerikanisches Englisch).

| Personendaten    | Personendaten               |
| ---------------- | --------------------------- |
| NAME             | Ghazi, Nadine               |
| KURZBESCHREIBUNG | ägyptische Fußballspielerin |
| GEBURTSDATUM     | 24. November 2001           |
| GEBURTSORT       | Ägypten                     |